# Hvítserkur (klippa)

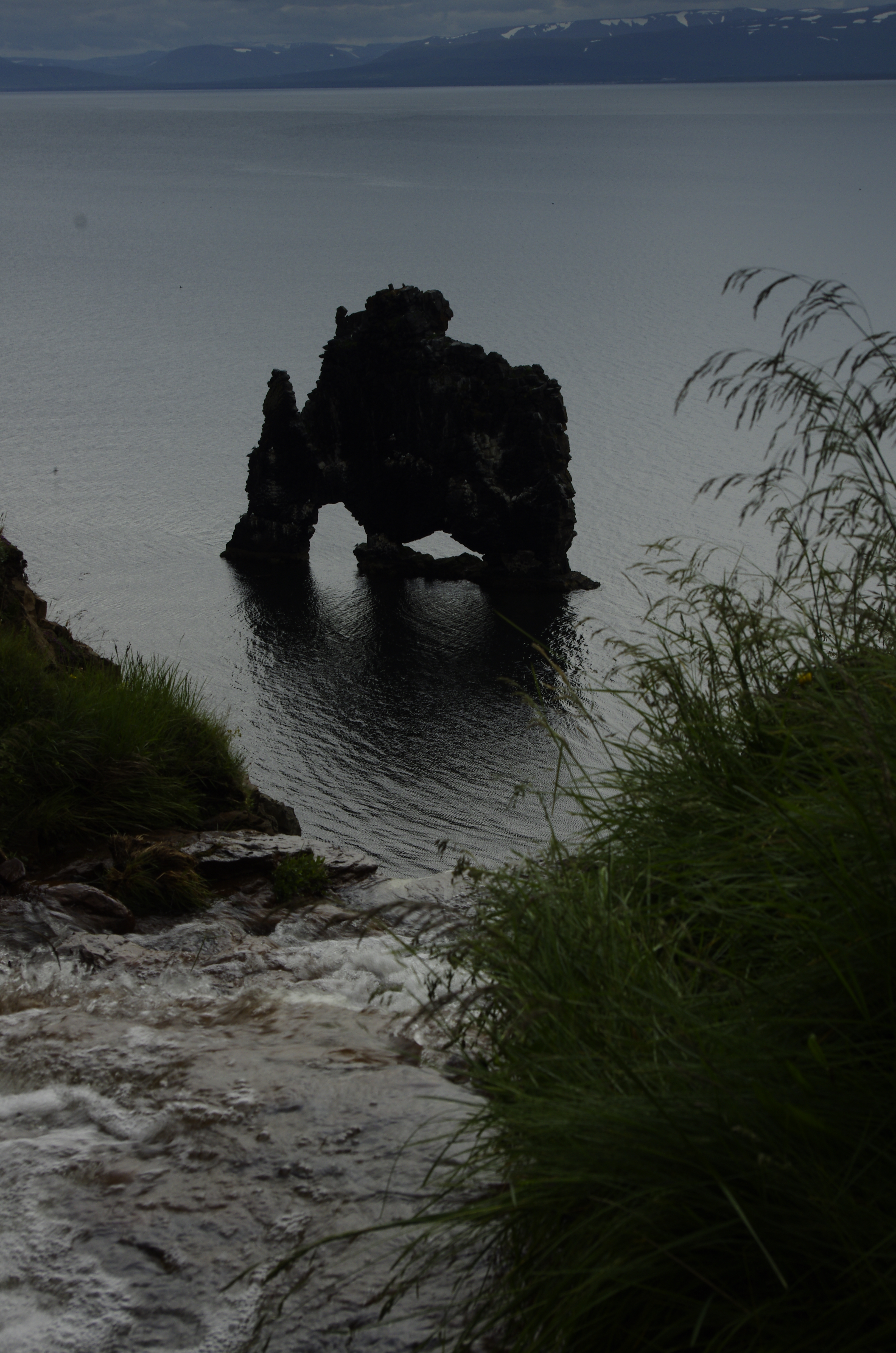

Hvítserkur är en av vind och vatten skulpterad, cirka 15 meter hög, basaltstod, som sticker upp ur havet på östra stranden av Vatnsnes norr om lagunen Hóp i Húnafjörður, Island. Rauken, som kan likna ett drickande urtidsdjur, har två stora hål vid basen och har därför försetts med betongförstärkning för att inte falla. Namnet Hvítserkur (”vitsärk”) kommer av att klippan är ett tillhåll för sjöfåglar, vilka färgar den vit med spillning.
Enligt sägnen var Hvítserkur ett troll som tänkt förstöra klockorna i det närbelägna Tingöre kloster, eftersom han stördes av oväsendet. Men vägen dit drog ut på tiden. När solen gick upp och trollet träffades av dess första strålar förvandlades han till sten.

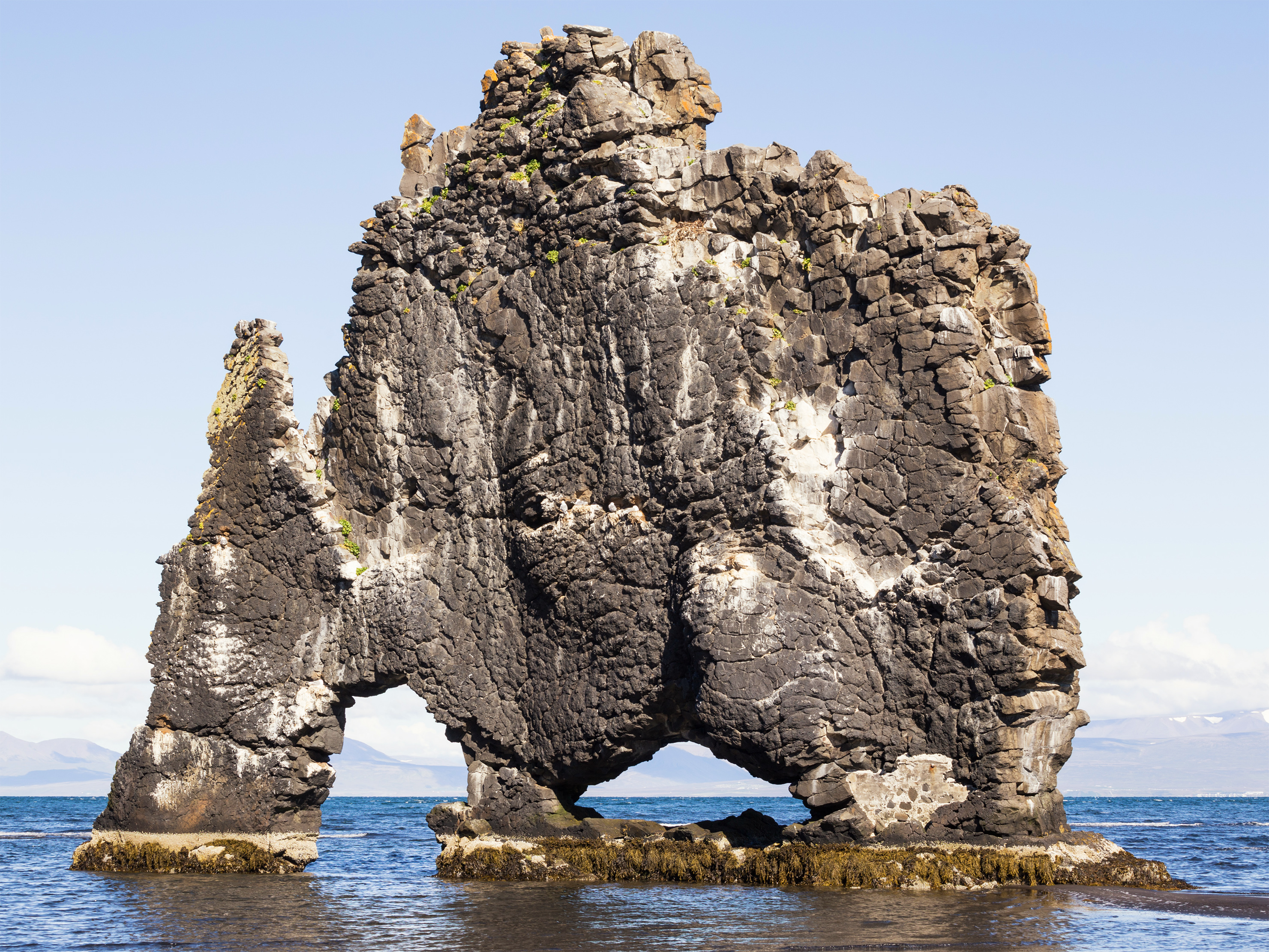
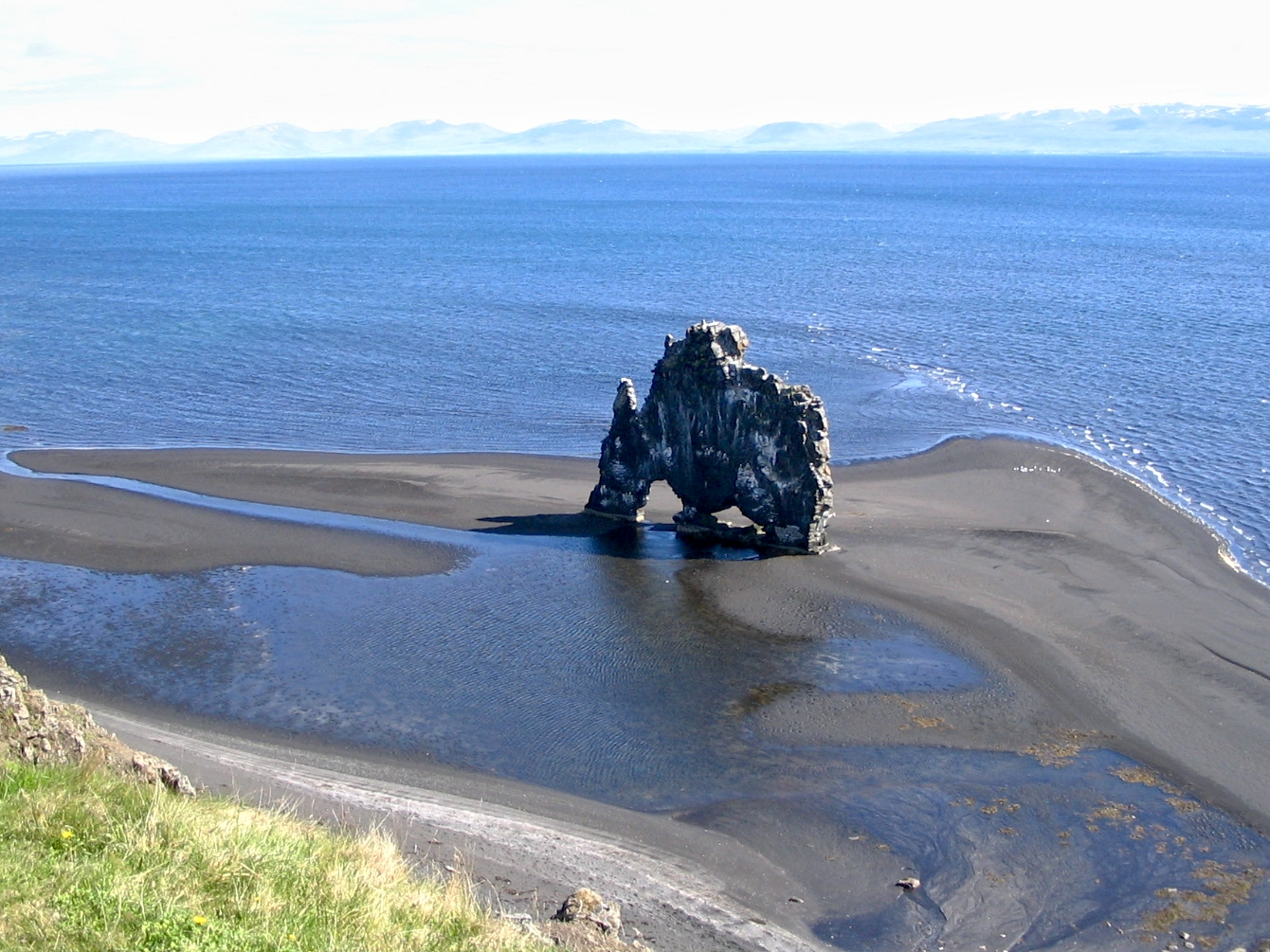
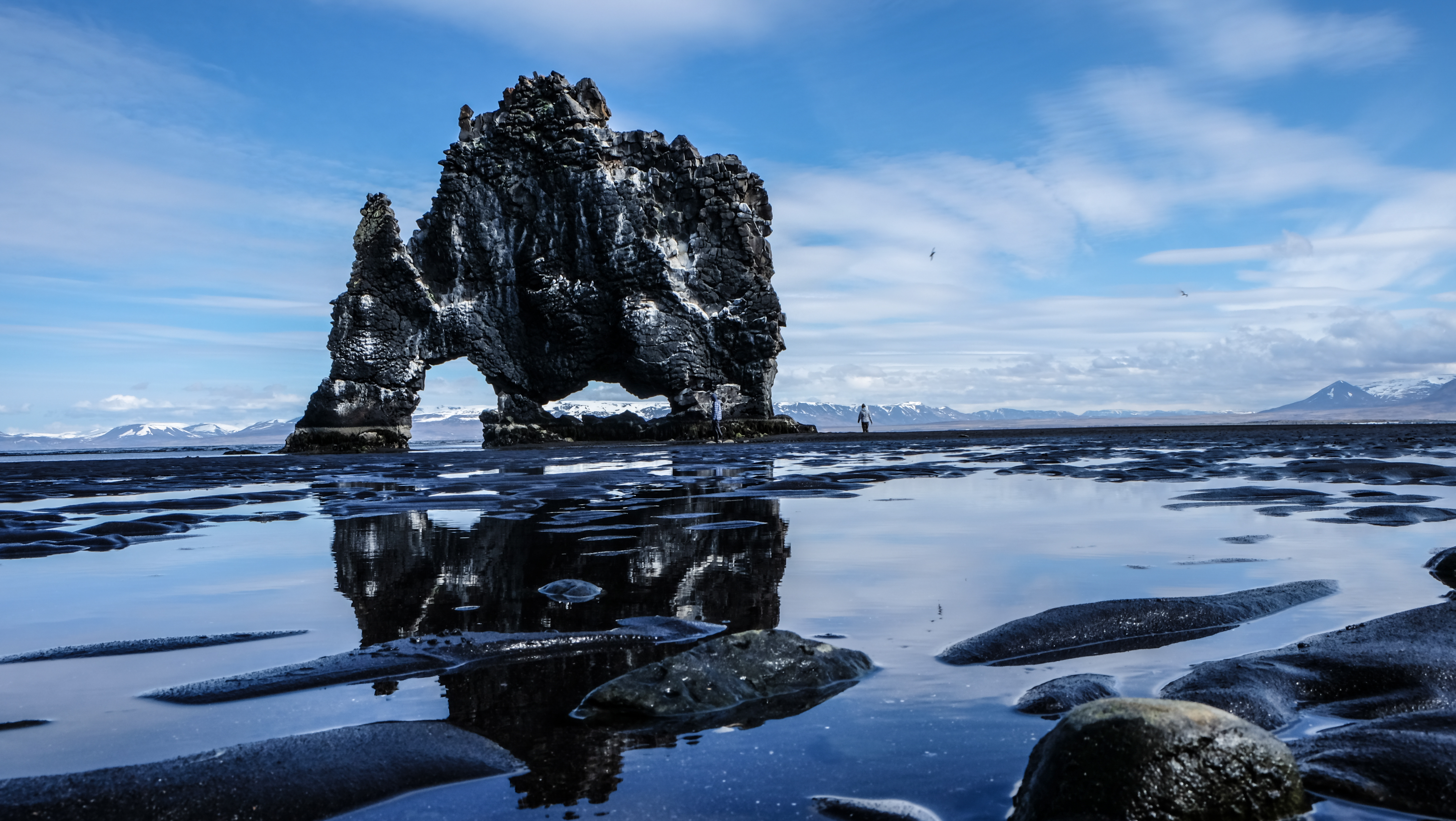